# Фесенко Михайло Васильович
Миха́йло Васи́льович Фесе́нко (1 грудня 1900—7 квітня 2003) — шевченкознавець, релігійний і громадський діяч родом із Кубані (станиця Ключевська, або Кисловодськ).

## З життєпису
Народився в родині військового старшини. Його батько Василь Васильович Фесенко в майбутньому стане членом Кубанської крайової Ради.
Закінчив Александрівське реальне училище у Катеринодарі.
З початком громадянської війни в Росії записався добровольцем до загону полковника Лесевицького, у складі якого брав участь у Першому Кубанському «крижаному» поході. Отримав важке поранення, через що змушений був залишитись в станиці Дядьковській та переховуватись там за допомогою місцевих мешканців від більшовиків.
У 1918 році, одужавши від поранень, повернувся до Катеринодара та вступив до Кубанського політехнічного інституту. Після поразки в 1920 році Кубанської армії, пішов у Грузію, звідки з невеличким загоном повстанців пробрався до Криму. Після остаточної поразки білогвардійців на півострові, разом із залишками армії Врангеля перебрався до Туреччини, а потім до Європи.
У Чехословаччині чотири семестри навчався на економічно-кооперативному факультеті Української господарської академії в Подєбрадах.
У 1925 році емігрував до США. У 1929 році одержавши ступінь бакалавра богослов'я у Принстонській духовній академії, переїхав до Канади і там був призначений пастором Пресвітеріансько-евангельскої громади.
Був редактором «Євангельської правди» в Торонто, а в 1950-х роках видавав «Кубанський край». Перший журнал цілком присвячений богословським проблемам, а другий, що виходив російською і українською мовами, мав на меті згуртувати земляків, що перебували у вигнанні на землях Північної Америки. Крім журналів пастор М. В. Фесенко видав «Требник» і «Збірник проповідей» та інші богословські праці. У 1970-х роках очолював Раду Українських протестантських Церков у Канаді. У 1976 році залишив своє пасторське служіння і пішов на заслужений відпочинок.